# Église Saint-Pierre-et-Saint-Paul de Žitorađa
Pour les articles homonymes, voir Église Saint-Pierre-et-Saint-Paul.
L'église Saint-Pierre-et-Saint-Paul de Žitorađa (en serbe cyrillique : Црква Светих Петра и Павла у Житорађи ; en serbe latin : Crkva Svetih Petra i Pavla u Žitorađi) est une église orthodoxe serbe serbe située à Žitorađa et dans le district de Toplica en Serbie. Elle est inscrite sur la liste des monuments culturels protégés de la république de Serbie (no SK 1926),.

## Présentation

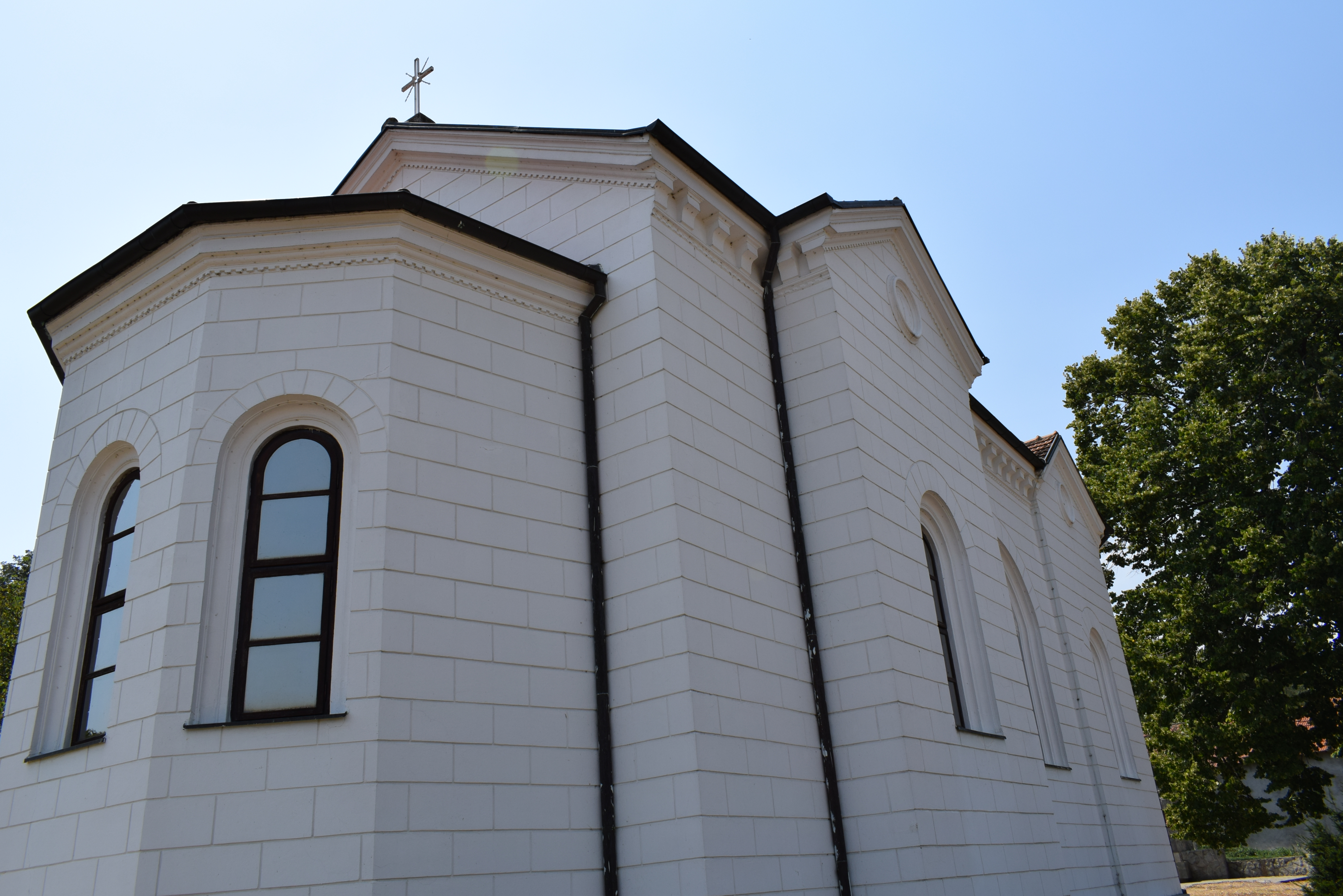
Autre vue de l'église.

L'église a été construite de 1894 à 1896 et consacrée en 1898. Elle a été complètement restaurée en 1996 et a alors été dotée d'une nouvelle iconostase.
L'édifice mesure 20 m de long sur 6 m de large ; en hauteur, elle s'élève à 10 m.

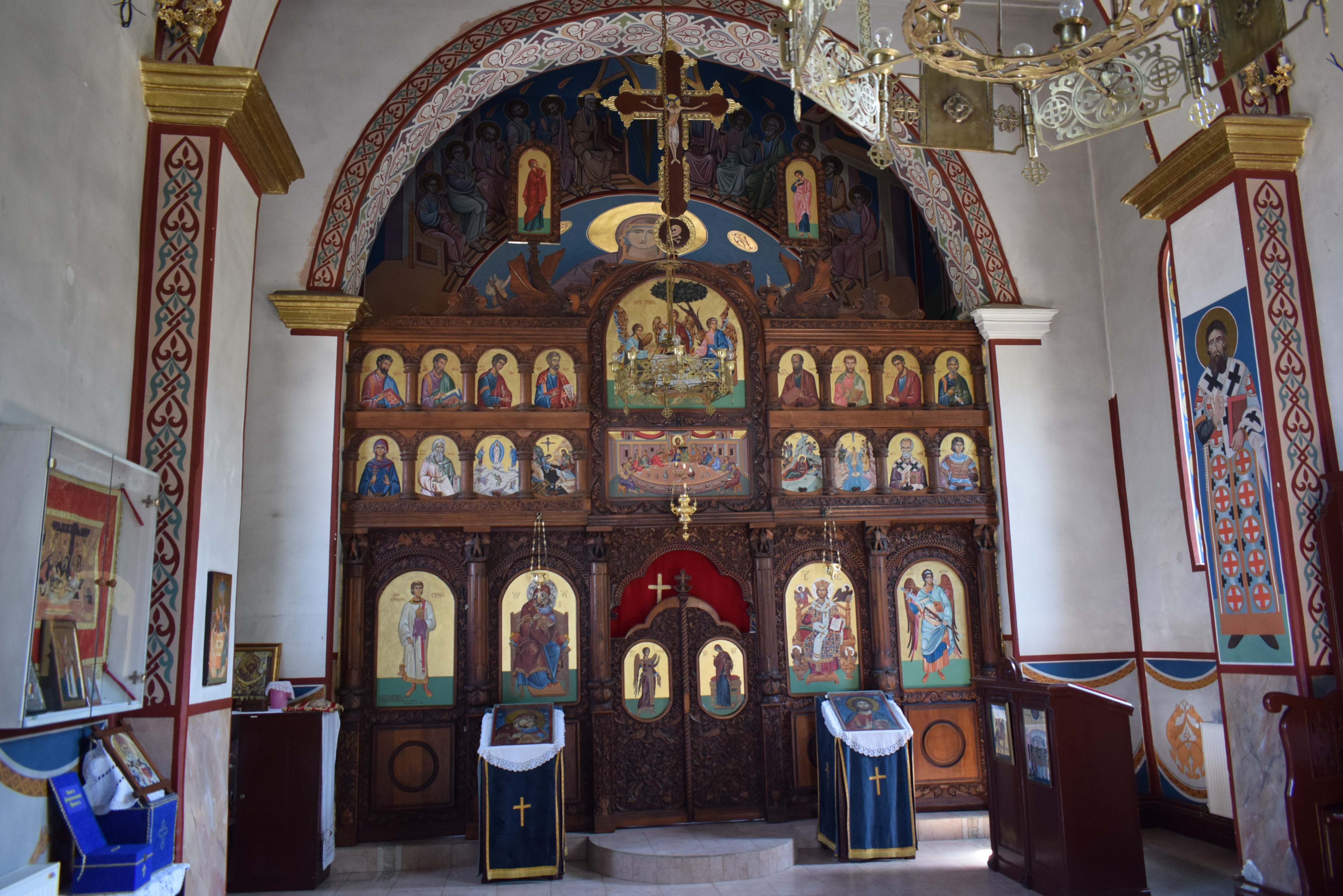
L'iconostase de l'église.